# Zapora Tehri

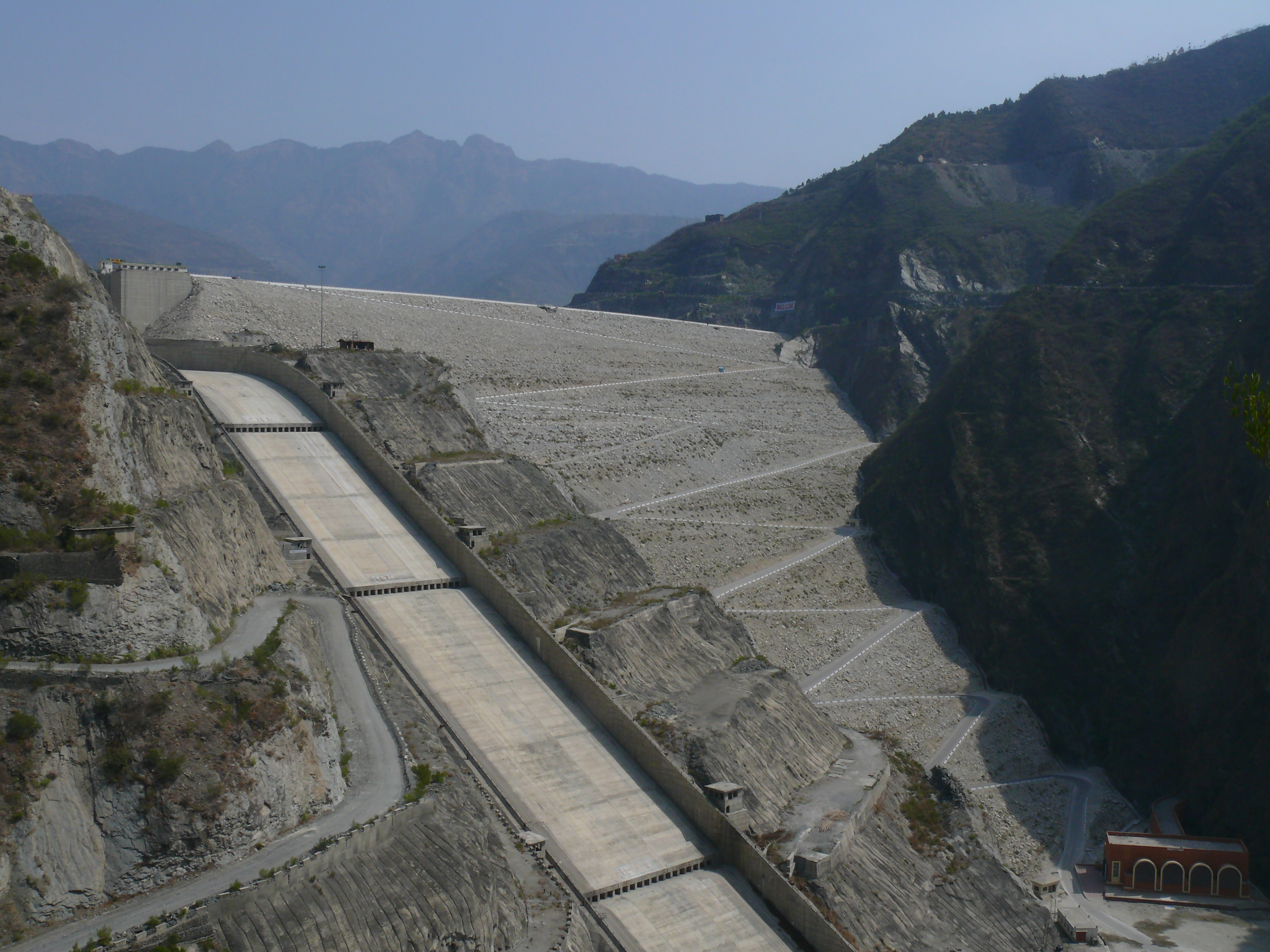
Zapora Tehri

Zapora Tehri – zapora i elektrownia wodna w północnych Indiach, zlokalizowana na rzece Bhagirathi w stanie Uttarakhand. Jest najwyższą zaporą w Indiach i jedną z najwyższych zapór wodnych na świecie (260,5 metra). Jedna z najbardziej kontrowersyjnych środowiskowo i społecznie inwestycji tego rodzaju zrealizowanych w ostatnich dekadach w Indiach. 
Przypadającej na lata 1978-2006 konstrukcji obiektu od początku towarzyszyły liczne kontrowersje. Przeciwnicy budowy zwracali uwagę na negatywne konsekwencje społeczne (ponad 100 tysięcy przesiedlonych). Zwracano ponadto uwagę na niebezpieczeństwa związane z lokalizacją zapory na obszarze aktywnym sejsmicznie. Zdaniem ekologów powstanie zapory może w dłuższej perspektywie doprowadzić do negatywnych procesów hydrologicznych i środowiskowych w przyległej części Wyżyny Himalajskiej. Budowie zapory przez wiele lat towarzyszyły protesty lokalnej ludności.     
Całkowita długość zapory wynosi 575 metrów, a jej wysokość 260,5 metra. Maksymalna moc ukończonej w 2006 roku hydroelektrowni wynosi 2400 MW.      